# متقلبة بنرية
متقلبة بنرية (الاسم العلمي: Proteus penneri) هي نوع من البكتيريا تتبع جنس المتقلبة من الفصيلة المورغانيلية.